# João Botelho
João Manuel Relvas Leopoldo Botelho ComIH (Lamego, 11 de Maio de 1949) é um cineasta português.

## Biografia
João Manuel Relvas Leopoldo Botelho nasceu em 11 de Maio de 1949, em Lamego (distrito de Viseu).
Estudou Cinema, no Conservatório Nacional, e Engenharia Mecânica na Faculdade de Engenharia da Universidade de Coimbra.
Foi cineclubista, no Porto e em Coimbra, onde dirigiu o CITAC. Foi crítico de cinema na Gazeta da Semana e na revista M, de que foi fundador.
Iniciou-se como realizador em 1976.
Em 2005 João Botelho foi feito Comendador da Ordem do Infante D. Henrique, a 9 de Junho.

## Filmografia
| Ano  | Título                                                    | Ref.              |
| ---- | --------------------------------------------------------- | ----------------- |
| 1976 | O Alto do Cobre                                           | [ 3 ] [ 4 ]       |
| 1976 | Um Projecto de Educação Popular (Documentário)            | [ 3 ] [ 4 ]       |
| 1977 | Os Bonecos de Santo Aleixo                                | [ 4 ]             |
| 1978 | Alexandre Rosa (Curta-metragem, com Jorge Alves da Silva) | [ 3 ] [ 4 ] [ 5 ] |
| 1981 | Conversa Acabada                                          | [ 3 ] [ 4 ]       |
| 1986 | Um Adeus Português                                        | [ 3 ] [ 4 ]       |
| 1988 | Tempos Difíceis                                           | [ 3 ] [ 4 ]       |
| 1992 | No Dia dos Meus Anos                                      | [ 3 ] [ 4 ]       |
| 1993 | Aqui na Terra                                             | [ 3 ] [ 4 ]       |
| 1994 | Três Palmeiras                                            | [ 3 ] [ 4 ]       |
| 1996 | 13 Filmes X 3’                                            |                   |
| 1998 | Tráfico                                                   | [ 3 ] [ 4 ]       |
| 1999 | Se a Memória Existe (Curta-metragem)                      | [ 3 ] [ 4 ]       |
| 2001 | Quem És Tu?                                               | [ 3 ] [ 4 ]       |
| 2001 | As Mãos e as Pedras                                       |                   |
| 2003 | A Mulher que Acreditava Ser Presidente dos EUA            | [ 3 ] [ 4 ]       |
| 2005 | A Luz na Ria Formosa                                      | [ 3 ] [ 4 ]       |
| 2005 | O Fatalista                                               | [ 3 ] [ 4 ]       |
| 2006 | A Baleia Branca, Uma Ideia de Deus (Documentário)         | [ 3 ] [ 4 ]       |
| 2007 | A Terra Antes do Céu (Documentário)                       | [ 3 ] [ 4 ]       |
| 2007 | Corrupção (2007) (Filme não assinado)                     | [ 3 ] [ 4 ]       |
| 2008 | A Corte do Norte                                          | [ 3 ] [ 4 ]       |
| 2010 | Filme do Desassossego                                     | [ 3 ] [ 4 ]       |
| 2012 | Anquanto la Lhéngua fur Cantada (Documentário)            | [ 3 ] [ 4 ]       |
| 2014 | Os Maias                                                  | [ 3 ] [ 4 ]       |
| 2014 | Quatro                                                    | [ 3 ] [ 4 ]       |
| 2016 | O Cinema, Manoel de Oliveira e Eu (Documentário)          | [ 3 ] [ 4 ]       |
| 2017 | Peregrinação                                              | [ 6 ] [ 7 ]       |
| 2017 | Peregrinação                                              | [ 6 ] [ 7 ]       |
| 2020 | O Ano da Morte de Ricardo Reis                            | [ 8 ]             |

## Prémios e nomeações
- Prémio da Imprensa (1981), ou Prémio Bordalo, "Revelação" na categoria "Cinema"[9]
- Em 1985, ganhou o "Tucano de Ouro" para Melhor Realizador no Festival do Rio por Um Adeus Português
- Nomeação para os Globos de Ouro (1999) para Melhor Realizador e Melhor Filme pelo filme Tráfico
- Prémio "OCIC Promotional Award, Forum of New Cinema" pelo filme Um Adeus Português no Festival de Berlim, 1986
- Prémio do Público para A Corte do Norte, no Caminhos do Cinema Português 2009
- Menção Honrosa para A Corte do Norte no Festival de Roma, em 2008
- Nomeação de A Corte do Norte para o Globo de Ouro (2010) como "Melhor Filme"[10]
- Nomeação de Filme do Desassossego para o Globo de Ouro (2011) como "Melhor Filme"[11]
- Globo de Ouro (2015) de "Melhor Filme" para Os Maias [12]
- Nomeações de Os Maias (Melhor Filme) e de João Botelho (Melhor Realizador) para os Prémios Áquila de 2014[13]
- Nomeações de Os Maias (Melhor Filme) e de João Botelho (Melhor Realizador) para os Prémios Sophia de 2015[14]
- Nomeação  de O Cinema, Manoel de Oliveira e Eu para os Prémios Sophia de 2017) como "Melhor Documentário em Longa-Metragem"[15]
- Nomeações de João Botelho nas categorias "Melhor Realizador" e "Melhor Argumento Adaptado" em Peregrinação aos Prémios Sophia de 2018[16]

No Festival de Veneza:
- Nomeado para Leão de Ouro pelos filmes O Fatalista in 2005, Quem És Tu? in 2001 and Tráfico in 1998.
- Vencedor do "Prémio da Fundação Mimmo Rotella" pelo filme Quem És Tu? em 2001 e uma "Menção Honorável - Prémio FIPRESCI" em 1988 por Tempos Difíceis.

## Participações especiais em Festivais
- Membro do Júri do 29.º Festival de São Paulo, São Paulo, Brasil, de 21 de Outubro a 3 de Novembro de 2005
- Membro do Júri do 27.º Three Continents Festival, de 22 a 29 de Novembro de 2005 em Nantes, França
- Foi-lhe prestado um tributo no Festival Cinéma du Réel em Paris (França) em Março de 2006
- Foi-lhe igualmente prestada uma homenagem no Festival Internacional du Film de La Rochelle (França) em Junho e Julho de 1999